# Blagoveščenka
Blagoveščenka (in russo Благовещенка) è un insediamento di tipo urbano del territorio dell'Altaj situato nel settore meridionale della Siberia occidentale (Russia) con 11.626 abitanti (censimento del 14 ottobre 2010).

## Geografia
La località si trova nella steppa di Kulunda, nel settore sud-orientale del bassopiano della Siberia Occidentale, circa 270 km ad ovest della capitale regionale Barnaul. Pochi chilometri a nord-ovest dell'insediamento si estende il lago di Kulunda, mentre a sud-ovest si trova il più piccolo e molto più salato lago di Kuchuk.
Blagoveščenka è il centro amministrativo del rajon omonimo.

## Storia
La località è stata fondata nel 1908 (secondo altri dati nel 1907) in connessione con il popolamento e la messa a coltura della steppa di Kulunda. Il nome deriva dal russo Blagoveščensi, cioè Annunciazione.
La popolazione crebbe notevolmente, soprattutto dopo l'apertura della linea ferroviaria Barnaul - Kulunda nel 1953 (prolungata in seguito fino a Pavlodar, oggi in Kazakistan) e con l'istituzione di un impianto chimico per la lavorazione del solfato di sodio estratto dal lago di Kuchuk presso il vicino insediamento di Stepnoe Ozero.
Nel 1961 la città di Blagoveščenka ricevette lo status di insediamento di tipo urbano.

### Evoluzione demografica
Fonte: Risultati del Censimento Russo del 2010. Volume 1. Numero e distribuzione della popolazione.
- 1959: 8604
- 1970: 15.695
- 1979: 18.876
- 1989: 13.600
- 2002: 12.416
- 2010: 11.626